# Pinus subpatula
Pinus subpatula là một loài thực vật hạt trần trong họ Pinaceae. Loài này được Roezl ex Gordon mô tả khoa học đầu tiên năm 1862.